# Albert Ljunggren
Albert Gustaf Ljunggren, född den 6 maj 1864 i Värnamo, död den 18 juli 1935 i Växjö landsförsamling, var en svensk författare och journalist. Signatur: Adalbert.

## Biografi
Albert Ljunggren var son till bokbindaren Per Ljunggren och Johanna Schreeber och genomgick efter folkskolan sex klasser i Jönköpings läroverk. Han var verksam som journalist, främst på Smålandsposten.
Under signaturen Adalbert gjorde han sig känd som krönikör och skildrare av småländskt folkliv, vilket publicerades i flera tidningar och även samlades i bokform. 